# Charlene Delev
Charlene Delev (* 20. Juli 1989 in Cottbus, DDR) ist eine ehemalige deutsche Bahnradsportlerin.

## Sportliche Laufbahn
2006 belegte Charlene Delev bei den UCI-Bahn-Weltmeisterschaften der Junioren in Gent den dritten Platz im Keirin; im Jahr darauf bei den Junioren-Bahnweltmeisterschaften in Aguascalientes wurde sie Dritte im Sprint. In den folgenden Jahren errang sie mehrfach Podiumsplätze bei deutschen Bahnmeisterschaften. 2012 wurde sie dreifache deutsche Meisterin: in der Mannschaftsverfolgung mit Janine Bubner und Lina-Kristin Schink sowie im Omnium und im Scratch. Anschließend beendete sie ihre Radsport-Laufbahn.

## Erfolge
2006
- Junioren-Weltmeisterschaft – Keirin

2007
- Junioren-Weltmeisterschaft – Sprint

2010
- U23-Europameisterschaft – Keirin

2012
- Deutsche Meisterin – Scratch, Omnium, Mannschaftsverfolgung (mit Janine Bubner und Lina-Kristin Schink)